# Horpács
Horpács ist eine ungarische Gemeinde im Kreis Rétság im Komitat Nógrád.

## Lage
Horpács liegt im Westen des Komitats Nógrád, zentral im Norden Ungarns. Nachbargemeinden sind Patak, Érsekvadkert, Pusztaberki, Borsosberény und Nagyoroszi.

## Sehenswürdigkeiten
- Landhaus des Schriftstellers Kálmán Mikszáth mit Gedenkmuseum.
- Römisch-katholische Kirche, erbaut um 1744 im Barockstil

## Verkehr
Der nächstgelegene Bahnhof befindet sich im sechs Kilometer westlich gelegenen Nagyoroszi.

## Galerie

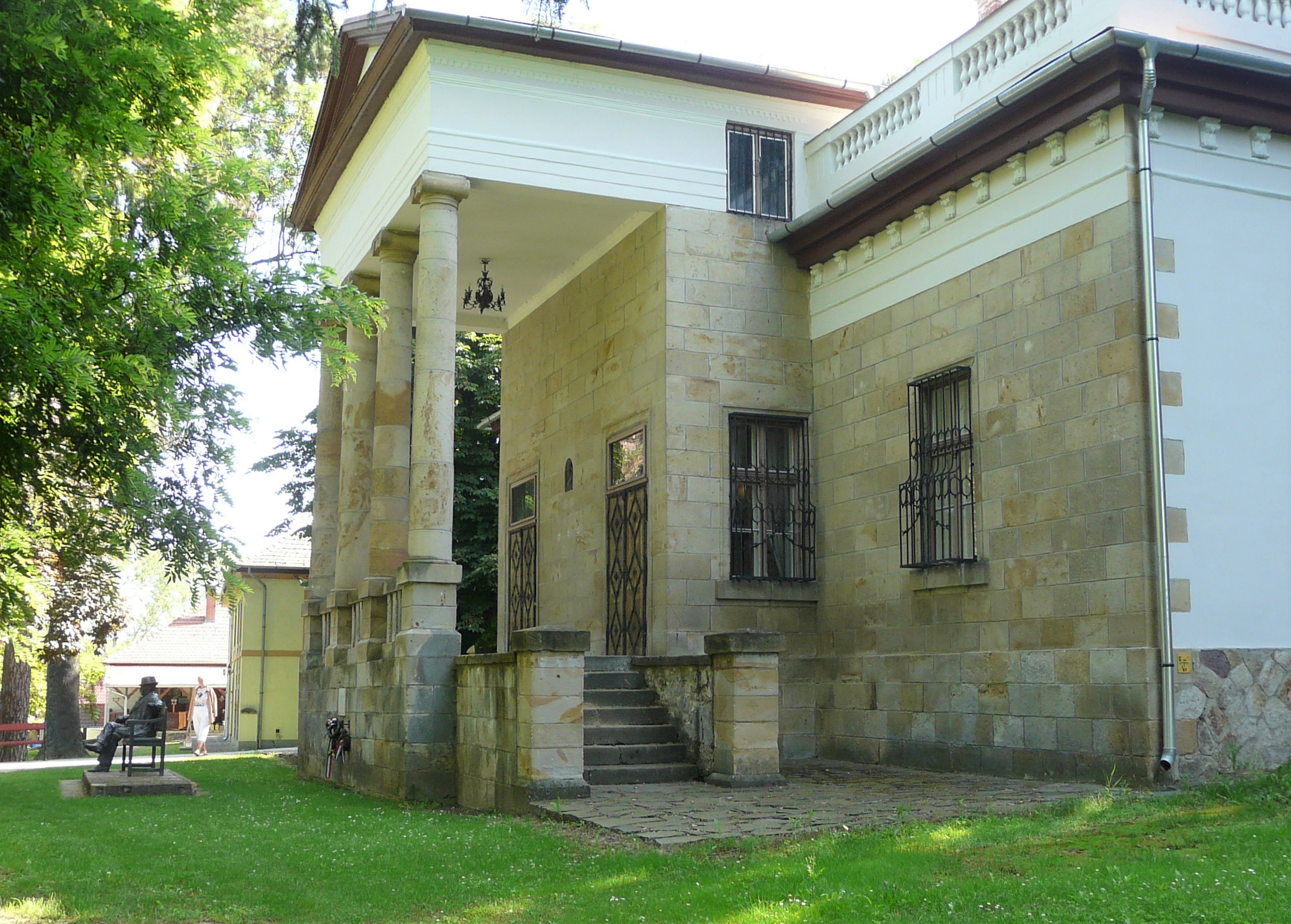
Mikszáth-Gedenkhaus
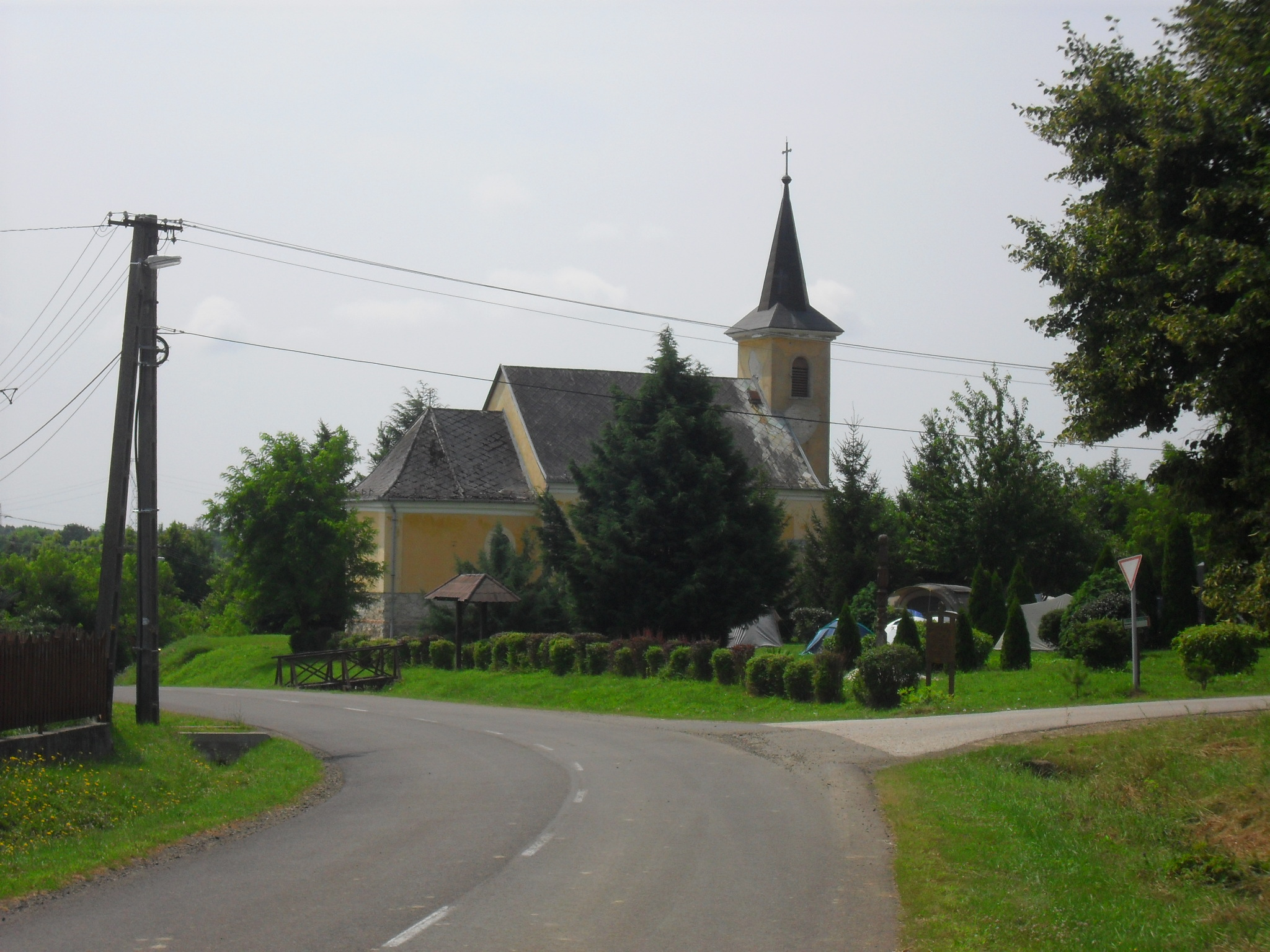
Römisch-katholische Kirche